# Rička vas
Rička vas (nemško Reisdorf) je naselje v Občini Velikovec v Okraju Velikovec na Koroškem v Avstriji.